# Limnophora narona
Limnophora narona är en tvåvingeart som först beskrevs av Walker 1849.  Limnophora narona ingår i släktet Limnophora och familjen husflugor. Inga underarter finns listade i Catalogue of Life.